# デビッド・グレンジャー
デビッド・グレンジャー(David Granger、1903年1月26日 - 2002年9月27日) は1920年代終わりに活躍したアメリカ合衆国のボブスレー選手、実業家。1928年のサンモリッツオリンピックの男子5人乗りで銀メダルを獲得した。
フィリップス・エクセター・アカデミーとイェール大学を卒業し、クライスツ・カレッジにも通った。1950年に結婚し1人の息子を持った。
歴史上誰よりも長くニューヨーク証券取引所の会員権を保持した。1926年から亡くなる2002年までの76年間にわたり。23歳の時に父の会社であるウォール街のスルツバッハー・グレンジャー会社に入り、会員権を14万3千ドルで購入した。亡くなる2年前に体調を崩すまで普通に働いていた。その時点で最長記録は保持していた。
第二次世界大戦において、イギリスへの戦闘機の供給を援助したことにより、少佐に昇進し大英帝国勲章を得た。1975年のフランシス・タバーンの爆弾事件で負傷している。
ニューヨーク市博物館の理事会に勤め、セント・ジョン・ザ・ディヴァイン大聖堂の理事を務めた。英語圏連合の理事も務めた。ニューヨーク市で亡くなった。